# Poliopastea lamprosoma
Poliopastea lamprosoma är en fjärilsart som beskrevs av George Francis Hampson 1914. Poliopastea lamprosoma ingår i släktet Poliopastea och familjen björnspinnare. Inga underarter finns listade i Catalogue of Life.